# Schlochter Bäke
Die Schlochter Bäke ist ein etwa elf Kilometer langer Tieflandbach in den Gemeinden Visbek, Goldenstedt und in der Stadt Vechta, Landkreis Vechta, Niedersachsen.

## Geografie

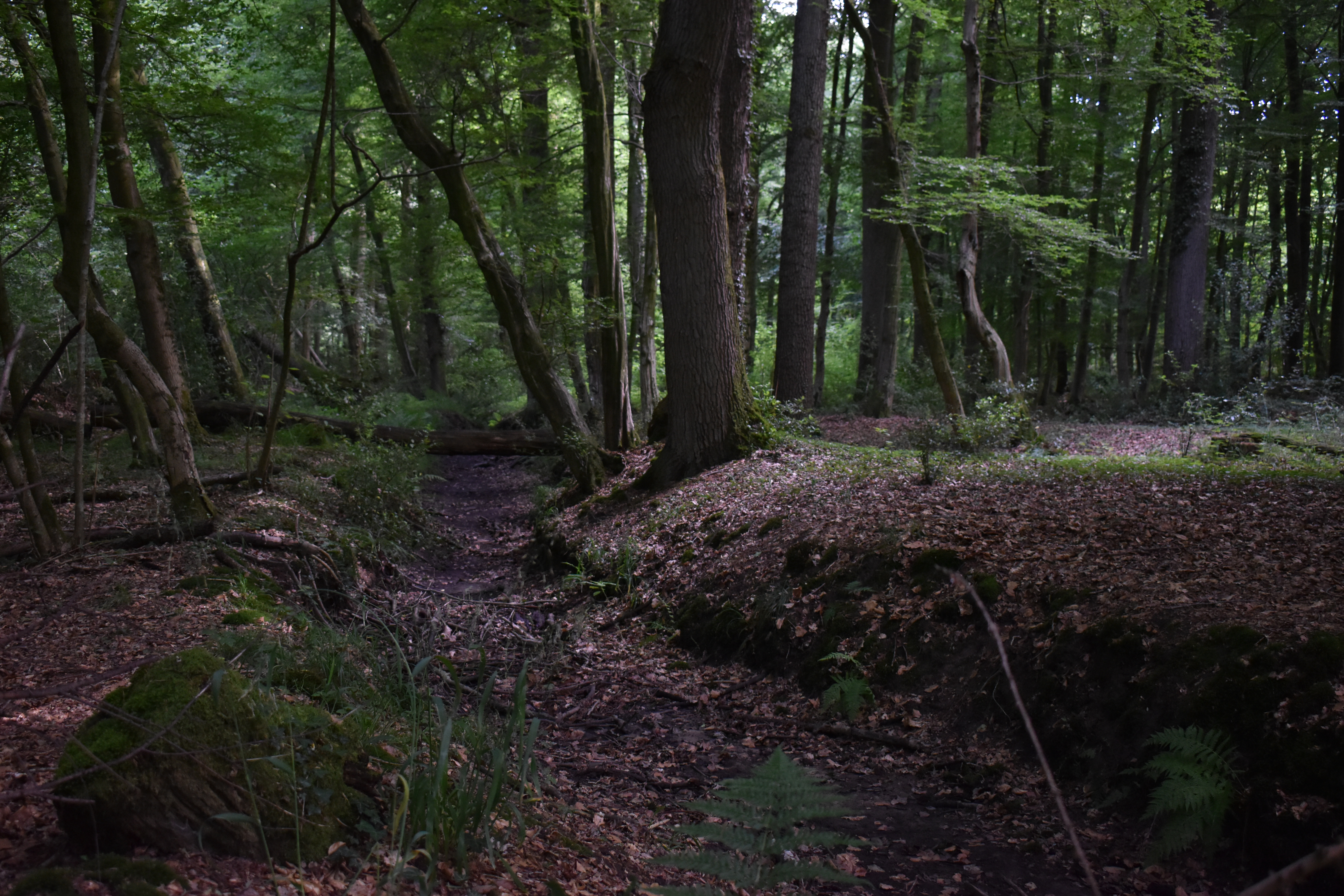
Ausgetrockneter Lauf der Schlochter Bäke im Herrenholz (Juli 2022)

Die Schlochter Bäke entspringt am nordöstlichen Rand des Forstes Herrenholz nahe dem dortigen Naturschutzgebiet gleichen Namens und nimmt im südöstlichen Herrenholz einen tributären Quellbach auf, den aus der Flur Hinter dem Nordesch zwischen den Visbeker Bauerschaften Norddöllen und Wöstendöllen kommenden Twillbach. Beide Quellorte liegen in unmittelbarer Nähe zur Weser-Ems-Wasserscheide.
Der im Naturpark Wildeshauser Geest gelegene Bach durchfließt das Herrenholz nach Süden, unterquert sodann die Bahnstrecke Delmenhorst–Hesepe, passiert Lutten am östlichen Ortsrand, gegenüber dem auf seiner linken Seite gelegenen Burgwall Arkeburg, und schwenkt schließlich zwischen den Wohnplätzen Osterheide und Ballast nach Westen, um vor Telbrake in den dort auch Alte Bäke genannten Vechtaer Moorbach zu münden.
Das Überschwemmungsgebiet des Mittel- und Unterlaufs der Schlochter Bäke hat eine Gewässerlänge von neun Kilometern.
Vom Naturschutzgebiet Herrenholz bis Osterheide fließt die Schlochter Bäke parallel zur östlich verlaufenden Weser-Ems-Wasserscheide.

## Entwicklung
Im Jahr 2017 stellte die Europäische Union aus dem LEADER-Etat 20.160 € für den „Entwicklungsplan für die Niederungslandschaft der Schlochter Bäke (inkl. seiner Zuflüsse)“ zur Verfügung. Die Universität Vechta stellte dieses Projekt im Rahmen einer Kick-Off Veranstaltung im Januar 2021 vor. Auf der Abschlussveranstaltung der Universität Vechta im März 2022 zog die Koordinatorin des einjährigen Projektes ein positives Fazit. Die Renaturierungsmaßnahmen sollten jedoch fortgesetzt werden.